# كريغ كوينس
كريغ كوينس (بالإنجليزية: Greg Owens)‏ (27 يناير 1981 بباثرست في أستراليا - ) هو لاعب كرة قدم أسترالي في مركز الوسط. شارك مع منتخب أستراليا تحت 20 سنة لكرة القدم. أما مع النوادي، فقد لعب مع سنترال كوست مارينرز ونادي أديلايد يونايتد ونادي جوهر دار التعظيم ونادي سيدني أوليمبيك ونادي سيدني يونايتد 58 ونيوكاسل يونايتد جتس وBankstown City FC ‏.

## وصلات خارجية
- كريغ كوينس على موقع قاعدة بيانات كرة القدم.إي يو (الإنجليزية)